# Айия-Триас (Кипр)
Айия-Триас (греч. Αγία Τριάς) / Сипахи (тур. Sipahi) — деревня на острове Кипр, на территории частично признанного государства Турецкая Республика Северного Кипра (согласно мнению международного сообщества — в Республике Кипр).

## Географическое положение
Айия-Триас находится в северо-восточной части острова, на полуострове Карпас, на расстоянии приблизительно 38 километров к северо-востоку от Трикомо, административного центра района. Абсолютная высота — 252 метра над уровнем моря.

## Население
Численность населения деревни на 2011 год составляла 614 человек, из которых мужчины составляли 48 %, женщины — соответственно 52 %.
| Год  | Население, человек |
| ---- | ------------------ |
| 2006 | 659                |
| 2011 | 614                |

## Транспорт
Ближайший гражданский аэропорт — Эрджан.